# Der Fall Cicero
Der Fall Cicero (im Original Five Fingers) ist ein US-amerikanischer Thriller von Joseph L. Mankiewicz aus dem Jahre 1951. Der Film basiert auf einer wahren Begebenheit und wurde von L. C. Moyzisch zu dem Roman Es geschah in Ankara... verarbeitet. Der Film kam am 1. August 1952 in die deutschen Kinos.

## Handlung
Im Zweiten Weltkrieg ist die Türkei ein neutraler Staat. Die Geheimdienste sowohl der Alliierten als auch der Achsenmächte bemühen sich, die türkische Regierung auf ihre Seite zu ziehen. An einem Abend im Jahr 1944 unterhalten sich der deutsche Botschafter Franz von Papen und sein englischer Amtskollege Sir Frederic mit der französischen Gräfin Anna Staviska, der Witwe eines deutschfreundlichen Grafen. Die Gräfin ist verarmt, so dass sie von Papen ihre Spionagedienste anbietet. Doch der deutsche Botschafter lehnt ab.
Dem deutschen Militär-Attaché Moyzisch werden in der gleichen Nacht Fotografien von geheimen britischen Dokumenten angeboten. Der geheimnisvolle Mann, der sie anbietet, fordert 20.000 Pfund. Moyzisch will zuerst ablehnen, doch der Mann erscheint so selbstsicher, dass Moyzisch verspricht, mit dem Botschafter zu sprechen. Der Mann willigt ein. Er geht in die britische Botschaft, dort arbeitet er unter dem Namen Ulysses Diello als Butler für Sir Frederic. Sir Frederic, der weiß, dass Diello vorher im Dienst des Grafen Staviska stand, spricht mit ihm über deren Armut.
Von Papen erhält die Zustimmung zum Kauf der Fotografien. Moyzisch trifft sich mit Diello, der den Codenamen Cicero bekommt. Moyzisch ist erstaunt, dass auf den Fotografien die Protokolle der alliierten Konferenz von Teheran zu sehen sind. Diello will für jede Filmrolle 15.000 Pfund haben. Er geht zur Gräfin, gibt ihr 5.000 Pfund und verspricht ihr, mehr zu beschaffen, wenn sie sein Geld verstecken würde. Zudem gesteht er ihr seine Liebe zu ihr. Gräfin Anna ist wegen Diellos Avance verstört, versteckt aber das Geld. 
Moyzisch wird nach Berlin beordert. SD-Chef Ernst Kaltenbrunner und Hauptmann von Richter sind von der Echtheit der Fotos nicht überzeugt. Sie wollen eine in den Papieren angezeigte Bombardierung  abwarten. Die Bombardierung erfolgt, von Papen ist verärgert, dass die Zivilbevölkerung nicht gewarnt werden konnte. Moyzisch kauft eine weitere Filmrolle von Diello, der die Dokumente aus dem Safe des Botschafters entnimmt, sie fotografiert und wieder zurücklegt. 
Das türkische Außenministerium verdächtigt von Papen der Spionage. Die Briten entsenden ihren Gegenspionage-Spezialisten Colin Travers nach Ankara. Die Deutschen glauben, Diello würde für beide Seiten spionieren und schicken von Richter, um Diello zu beschatten. In der Zwischenzeit wird die Beziehung zwischen der Gräfin, die in eine Villa umgezogen ist, und Diello immer tiefer. Doch ihr plötzlicher Reichtum alarmiert Travers. Auch die Deutschen konzentrieren sich auf die Gräfin. Diello, der von Richter trifft, erklärt, dass er nur des Geldes wegen handele und alle fotografierten Unterlagen der letzten sechs Wochen echt seien. Als von Richter wieder weg ist, erzählt Diello der Gräfin von seinem Wunsch, nach Südamerika zu gehen. Sie verspricht ihm, ihn zu begleiten. 
In den nächsten fünf Wochen kann Diello seine britischen Überwacher abschütteln und den Deutschen weitere Fotos verkaufen. Die Deutschen wollen ihn weiter testen. Von Richter fragt nach einer alliierten Operation, die Overlord genannt wird. Diello, der alles fotografiert, was den Aufdruck Top Secret hat, will danach suchen. Travers ist sicher, dass die Gräfin mit dem Spionagefall zu tun hat. Eine deutsche Nachricht wird abgefangen, in der ersichtlich wird, dass der Spion in der britischen Botschaft arbeitet. Travers installiert eine neue Alarmanlage im Safe des Botschafters. Doch Diello, der von Vorahnungen geplagt wird, unternimmt nichts und lässt das Treffen mit von Richter ausfallen. Mit der Gräfin besorgt er sich Zugfahrkarten und falsche Pässe.
Am Morgen der geplanten Abreise findet Diello heraus, dass die Gräfin das gesamte Geld gestohlen hat und in die Schweiz geflüchtet ist. Sie hinterlässt einen geheimnisvollen Brief an Sir Frederic. Diello verspricht von Richter, die Dokumente über die Operation Overlord zu fotografieren und ihm in Istanbul zu übergeben. Er zieht die Sicherung heraus, so dass die Alarmanlage des Safes keinen Strom mehr bekommt. Während Diello mit den Aufnahmen beschäftigt ist, steckt eine Putzfrau die Sicherungen wieder hinein – der Alarm geht los. Der alarmierte Travers erkennt in dem Flüchtenden Diello. Travers und seine Leute folgen ihm nach Istanbul. Dort sollen sie ihn töten, bevor er die Fotos übergeben kann. Auch von Richter plant Diello zu töten, damit der nicht in britische Hände fällt.
Auf der Fahrt nach Istanbul liest Diello den Brief der Gräfin. Die Gräfin verrät darin dem Botschafter Diellos Spionagetätigkeit. Der wütende Diello kann seine britischen Verfolger abschütteln. Er verkauft die Fotos für 100.000 Pfund, doch bemerkt er zugleich den Plan der Deutschen, ihn umzubringen. Auch bei Travers erkennt er, dass er getötet werden soll, also flieht er vor deutschen und britischen Geheimdienstlern. In der Zwischenzeit hat der deutsche Botschafter einen Brief der Gräfin erhalten, in dem sie Diello als britischen Spion anzeigt. 
Diello hat es geschafft, nach Rio de Janeiro zu flüchten. Eines Abends wird er von dem Chef seiner Bank und von einem Polizisten aufgesucht. Der Bankier informiert ihn, dass sein Geld konfisziert wurde. Von den Deutschen gefälschte Pfundnoten seien zudem bei einer Frau in der Schweiz gefunden worden. Der kläglich lachende Diello wird verhaftet.

## Kritiken
„Spannender, um Objektivität bemühter zeitgeschichtlicher Agentenfilm mit einem hervorragenden James Mason in der Hauptrolle.“

„„Der Fall Cicero“ überzeugt vor allem durch die schauspielerischen Leistungen aller Hauptdarsteller, eine spannende Geschichte, die von der gegenseitigen Jagd der verfeindeten Geheimdienste, den Intrigen der Gräfin und dem riskanten Spiel Diellos geprägt ist, und nicht zuletzt durch die Bilder des an Originalschauplätzen (Ankara, Istanbul) gedrehten Films.“

„Ein aufregender und unbegreiflicher Spionagefall aus dem 2. Weltkrieg. […] Der in seiner Handlung klar aufgebaute und fließend durchgeführte Film leidet an billigen amerikanischen Klischees von den Nazideutschen.“

## Auszeichnungen
Oscarverleihung 1953
- Nominierung in der Kategorie Beste Regie für Joseph L. Mankiewicz Gewinner: John Ford mit Der Sieger
- Nominierung in der Kategorie Bestes Drehbuch für Michael Wilson Gewinner: Stadt der Illusionen

Golden Globe 1953
- Golden Globe in der Kategorie Bestes Filmdrehbuch an Michel Wilson

Edgar Allan Poe Award 1953
- Edgar Allan Poe Award für Drehbuchautor Michael Wilson und Produzent Otto Lang

## Hintergrund
Der Albaner Elyesa Bazna, Kammerdiener des britischen Botschafters in der Türkei, Sir Hugh Knatchbull Hugessen, war der echte Cicero. Er beschaffte den Deutschen 1943/1944 hunderte von Dokumenten, die Informationen über die britische Nahostpolitik beinhalteten, ebenso Hinweise auf die Konferenz von Teheran und auf die geplante Invasion in der Normandie. Aufgrund unprofessioneller Agentenführung und Misstrauen gegenüber Bazna wurden diese Informationen nicht richtig ausgewertet. Bazna gelang die Flucht. Er starb kurz vor Weihnachten 1970 in München.
In einer Nebenrolle als türkischer Botschafter ist Nestor Paiva zu sehen. Für die Französin Danielle Darrieux war es die dritte Rolle in einem Hollywood-Film, für den gebürtigen Österreicher Oskar Karlweis die zweite und für seinen Landsmann Herbert Berghof die erste. Der ebenfalls in Österreich geborene John Wengraf ging 1933 nach Großbritannien, ehe er 1941 in die USA kam.
Für die Ausstattung sorgten die Art-Directors George W. Davis und Lyle R. Wheeler sowie die Set-Decorators Thomas Little und Walter M. Scott. Die Kostüme beschaffte Charles Le Maire, für den Ton war Roger Heman Sr. verantwortlich. Die Spezial-Effekte schufen Ray Kellogg und Fred Sersen.
1959 erschien eine 16-teilige TV-Serie mit dem gleichen Titel.